# Propos sur l'éducation

Propos sur l'éducation est un recueil de pensées d'Alain concernant l'éducation, publié en 1932. 
Le livre est composé de 87 chapitres, ou propos, indiqués en chiffres romains.
Alain y développe ses idées sur l'éducation, tirées de sa propre expérience de professeur ; il préconise par exemple la lecture ainsi que le travail personnel des enfants plutôt que les cours magistraux, l'étude des bases scientifiques (par les mathématiques et l'algèbre) pour faire comprendre les phénomènes physiques plutôt que de les expliquer directement, et l'étude de grands textes littéraires (malgré leur éventuelle difficulté) plutôt que de textes conçus pour l'enseignement, et ceci pour tous les enfants, quelle que soit leur origine ou leur condition. Cette pensée est à rapprocher du développement depuis la fin du XIXe siècle de l'enseignement obligatoire pour tous (Jules Ferry, Jules Grévy).  
En effet, Alain s'insurge, non sans humour, contre les méthodes appréciées des inspecteurs de l'Instruction publique de l'époque. Il considère que c'est l'enfant qui doit travailler avant tout, orienté par le maître, qui de son côté doit avoir le plus de temps libre possible pour organiser sa classe et se cultiver. D'où sa critique des cours magistraux où le maître travaille et les élèves écoutent, c’est-à-dire n'apprennent rien et « méprisent » quelque peu ce maître qui cherche à les intéresser à tout prix (voir les citations représentatives de ce point de vue ci-dessous). Alain reprend (propos XIX) le mot de Napoléon sur l'enseignement, selon lequel il n'y a que deux choses à savoir parfaitement : géométrie et latin — Alain élargit l'enseignement du latin aux grandes œuvres  littéraires. « L'enfant a cette ambition d'être un homme ; il ne faut point le tromper ; encore moins lui donner à choisir dans ce qu'il ignore » (propos XIX).  

## Citations
- « Le défaut de ce qui est intéressant par soi, c'est qu'on n'a pas de peine à s'y intéresser, c'est qu'on n'apprend pas à s'y intéresser par volonté. » (II)
- « Et enfin il n'y a de progrès, pour nul écolier au monde, ni en ce qu'il entend ni en ce qu'il voit, mais seulement en ce qu'il fait. » (VI)
- « Si le maître se tait, et si les enfants lisent, tout va bien. » (XXV)
- « On dit que les nouvelles générations seront difficiles à gouverner. Je l'espère bien. »